# Elecciones federales de la Confederación Alemana del Norte de agosto de 1867
Las elecciones al Reichstag de la Confederación Alemana del Norte se celebraron el 31 de agosto de 1867, con elecciones de segunda vuelta durante las siguientes semanas. El Partido Nacional Liberal continuó siendo la primera fuerza política, ganando 81 escaños. Estas fueron las primeras elecciones regulares y últimas durante la Confederación Alemana del Norte. En julio de 1870, los miembros del Reichstag decidieron no celebrar nuevas elecciones durante la guerra franco-prusiana, a pesar del período de tres años.
La Confederación Alemana del Norte se dividió en 297 distritos electorales uninominales, de los cuales 236 estaban en Prusia. Todos los hombres mayores de 25 años y que no recibían asistencia pública estaban habilitados para votar.

## Resultados
| Partido                                      | Escaños |
| -------------------------------------------- | ------- |
| Partido Nacional Liberal                     | 81      |
| Partido Conservador                          | 66      |
| Partido Conservador Libre                    | 34      |
| Partido Progresista Alemán                   | 29      |
| Asociación Constitucional del Estado Federal | 21      |
| Viejos Liberales                             | 15      |
| Asociación Libre                             | 13      |
| Polacos                                      | 11      |
| Liberales independientes                     | 9       |
| Conservadores independientes                 | 7       |
| Daneses                                      | 1       |
| Partido Popular Sajón                        | 3       |
| Otros                                        | 4       |
| Total                                        | 297     |